# Gaiden
Gaiden (外伝?) è una parola giapponese che significa "biografia esterna", nel significato di "biografia alternativa", cioè differente dalla biografia ufficiale di un personaggio.
Nella terminologia di anime e manga, gaiden è spesso usato per indicare una storia "parallela" (talvolta non-canonica o ambientata in un altro universo, oppure narrante avvenimenti temporalmente prima della storia principale) o un approfondimento esterno alla storia principale. Tali storie costituiscono spesso degli spin-off del prodotto originale, o sono aggiunte come bonus ad un volume del manga o a una serie animata. Non di rado, tale bonus costituisce la biografia di uno o più personaggi della serie prima o dopo il periodo coperto dalla storia principale.
Esempi ne sono:
- Goku Gaiden, uno speciale TV che racconta le vicende del pronipote di Goku, ovvero Goku Jr., il piccolo Super Saiyan che compare alla fine di Dragon Ball GT.
- Dragon Ball Z Gaiden, videogioco della saga di Dragon Ball Z che racconta di un primo incontro con la razza aliena tsufuru non presente nel manga e che costituisce invece l'antefatto della saga di Baby in Dragon Ball GT.
- Saiyuki Gaiden, collezione di sotto-storie di Saiyuki che racconta le avventure dei protagonisti nella loro vita precedente.
- Kakashi gaiden, una miniserie inclusa nel manga Naruto (del quale costituisce i capitoli 239-244) in cui si racconta l'infanzia del maestro Kakashi Hatake.
- Versailles no bara gaiden, miniserie di cinque storie appartenenti al mondo di Lady Oscar.
- Orpheus no mado gaiden, collezione di storie extra di Orpheus.
- Mars gaiden, volume speciale di Mars.
- GUNNM: Gaiden, una collezione di sottostorie di Alita l'angelo della battaglia.
- Resident Evil Gaiden, videogioco appartenente alla serie Resident Evil.
- Sora wa akai kawa no hotori gaiden, romanzi ambientati nello stesso mondo di Anatolia Story
- DanMachi Gaiden, serie di light novel spin-off di DanMachi, in cui è raccontata la storia della Familia Loki, che si svolge parallelamente alle vicende della serie principale[1].